# Horatio Nelson Lay

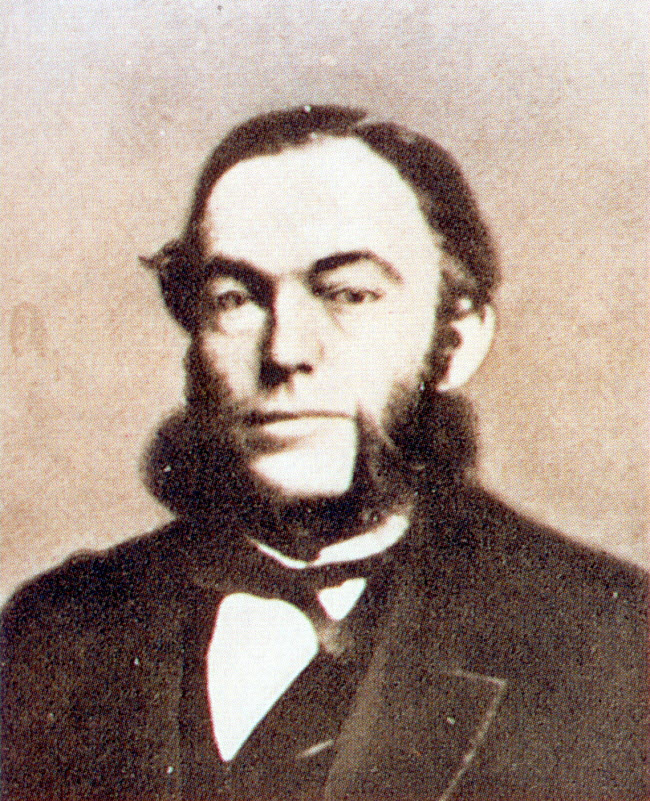
Horatio Nelson Lay

Horatio Nelson Lay (geboren 23. Januar 1832 in Forest Hill, London, England; gestorben 4. Mai 1898 in England) war ein britischer Diplomat, bekannt für seine  Rolle im Zusammenhang mit der „Lay-Osborn-Flottille“ während der Taiping-Rebellion (1851 bis 1864).

## Leben und Wirken
Horatio Nelson Lay wurde im Jahr 1847 nach China geschickt, um Chinesisch zu lernen. Seine hervorragenden Sprachkenntnisse ermöglichten es ihm, 1854 britischer Vizekonsul in Shanghai zu werden. Lay beteiligte sich in dieser Zeit an der Gründung des chinesischen Zolls und wurde daher 1855 zum Generalsteuerbeamten für die Zollangelegenheiten für die Kaiserliche Marine der Qing-Dynastie ernannt.
Während des Taiping-Aufstands wollte die chinesische Regierung die Kontrolle über Nanjing zurückgewinnen, das 1853 von den Rebellen erobert und zu ihrer Hauptstadt erklärt worden war. Es fehlten jedoch die notwendigen Schiffe, um Truppen den Jangtsekiang hinunter zu bringen. Die chinesische Regierung wandte sich an die Briten, die sich bereit erklärten, Hilfe zu leisten.
Im Februar 1863 verließ die „Lay-Osborn-Flottille“ mit sieben Dampfkreuzern und einem Versorgungsschiff unter Leitung von Kapitän Sherard Osborn England und kam im September 1863 in China an. Als Osborn China erreichte, erklärte er, dass seine Vereinbarung mit Lay vorsehe, dass alle chinesischen Befehle direkt vom Kaiser Tongzhi kommen müssten. Das kaiserliche Gericht weigerte sich jedoch, dem zuzustimmen, und Osborn trat am 9. November 1863 verärgert zurück, löste die Flottille auf und schickte die Schiffe nach England zurück, ohne dass sie einen Schuss abgefeuert hatten. Lay wurde im selben Jahr von der chinesischen Regierung entlassen und durch Robert Hart (1835–1906) ersetzt.
1869, nach der Meiji-Restauration, heuerte im Dezember 1869 die japanische Regierung Lay als „Kontraktausländer“ an, um bei der Vermittlung eines Darlehens in der Höhe von einer Million Pfund behilflich zu sein. Damit sollten die erste Bahn- und Telegrafenstrecke zwischen Tokio und Yokohama finanziert werden. Lay ließ die Regierung in dem Glauben, er werde das Geld über private Investoren beschaffen. Stattdessen gab er an der London Stock Exchange japanische Staatsanleihen heraus – mit der Absicht, einen Teil der Zinseinnahmen auf sein Privatkonto zu leiten. Die Regierung entdeckte den versuchten Betrug, widerrief im Juni 1870 den Vertrag und beauftragte stattdessen die „Oriental Bank“ in London mit der Kapitalbeschaffung.
Nach seiner Rückkehr nach England geriet Lay in Eigentumsstreitigkeiten und starb 1898.